# Okręg wyborczy Castle Rising
Okręg wyborczy Castle Rising powstał w 1558 r. i wysyłał do angielskiej, a następnie brytyjskiej, Izby Gmin dwóch deputowanych. Okręg położony był w hrabstwie Norfolk. Został zlikwidowany w 1832 r.

## Deputowani do brytyjskiej Izby Gmin z okręgu Castle Rising

### Deputowani w latach 1558–1660
- 1558–1571: Nicholas L’Estrange
- 1586–1587: Philip Woodhouse
- 1604–1611: Thomas Monson
- 1604–1611: R. Townshend
- 1621–1622: John Wilson
- 1621–1622: Robert Spiller
- 1628–1629: Robert Cotton
- 1640: Richard Harman
- 1640–1641: Christopher Hatton
- 1640–1648: John Holland
- 1641–1642: Robert Hatton
- 1645–1648: John Spelman
- 1659: John Fielder
- 1659: Gaybon Goddard

### Deputowani w latach 1660–1832
- 1660–1661: John Spelman
- 1660–1661: John Holland
- 1661–1673: Robert Paston
- 1661–1673: Robert Steward
- 1673–1679: John Trevor
- 1673–1679: Samuel Pepys
- 1679–1685: Robert Howard
- 1679–1685: James Hoste
- 1685–1689: Nicholas L’Estrange
- 1685–1689: Thomas Howard, wigowie
- 1689–1698: Robert Howard, wigowie
- 1689–1701: Robert Walpole
- 1698–1701: Thomas Howard, wigowie
- 1701–1702: Robert Walpole, wigowie
- 1701–1701: Robert Cecil
- 1701–1702: Richard Jones, 1. hrabia Ranelagh
- 1702–1702: William Cavendish, markiz Hartington
- 1702–1705: Thomas Littleton, wigowie
- 1702–1710: Horatio Walpole Starszy
- 1705–1705: Robert Clayton, wigowie
- 1705–1724: William Feilding
- 1710–1710: Robert Walpole, wigowie
- 1710–1713: Horatio Walpole Starszy
- 1713–1715: Horatio Walpole
- 1715–1745: Charles Churchill
- 1724–1734: Algernon Coote, 6. hrabia Mountrath
- 1734–1737: Thomas Hanmer
- 1737–1747: William Howard, wicehrabia Andover
- 1745–1747: Richard Rigby
- 1747–1754: Robert Knight, lord Luxborough
- 1747–1768: Thomas Howard
- 1754–1757: Horace Walpole
- 1757–1768: Charles Boone
- 1768–1772: Thomas Whately
- 1768–1771: Jenison Shafto
- 1771–1774: Crisp Molineux
- 1772–1774: Heneage Finch, lord Guernsey
- 1774–1775: Alexander Wedderburn
- 1774–1784: Robert Mackreth
- 1775–1777: Charles Finch
- 1777–1782: John Chetwynd-Talbot
- 1782–1784: James Erskine
- 1784–1796: Charles Boone
- 1784–1790: Walter Sneyd
- 1790–1794: Henry Drummond
- 1794–1807: Charles Bagot-Chester
- 1796–1802: Horatio Churchill
- 1802–1806: Peter Thellusson
- 1806–1812: Richard Sharp
- 1807–1808: Charles Bagot
- 1808–1832: Fulk Greville Howard, torysi
- 1812–1817: Augustus Cavendish-Bradshaw, torysi
- 1817–1822: George Cholmondeley, hrabia Rocksavage, torysi
- 1822–1832: lord William Cholmondeley, torysi